# 集成村站
集成村站是南通轨道交通1号线的地铁车站，位于中华人民共和国江苏省南通市崇川区长泰路与久圩港路交叉口地下，于2022年11月10日开通。

## 车站结构

### 楼层分布
| 地面              | 出入口 | 1、2、3、4出入口                                                                                    |
| 地下一层          | 站厅   | 客服中心、自动售票机、验票机                                                                        |
| 地下二层          | 站台层 | \| \| \| 1号线往平潮（南通西站） \| \| 島式 · 開左邊车门 \| \| \| \| \| \| 1号线往振兴路（河口） \| |
|                   |        | 1号线往平潮（南通西站）                                                                             |
| 島式 · 開左邊车门 |        | |
|                   |        | 1号线往振兴路（河口）                                                                               |

## 历史
2018年3月，集成村站进入地连墙吊装阶段。
2018年6月15日，1号线集成村站主体结构正式开挖。
2022年11月10日，随1号线一期工程通车一同开通。